# Pokémon, la série
Pour les articles homonymes, voir Pokémon.
Autre
Pokémon (ポケモン, Pokemon), connu sous son nom original Pocket Monsters (ポケットモンスター, Poketto Monsutā, littéralement Monstres de poche), est une série télévisée d'animation japonaise basée sur la série de jeux vidéo Pokémon et sur une partie de la franchise Pokémon. Réalisée par le studio tokyoïte OLM et imaginée par Satoshi Tajiri, Jun'ichi Masuda et Ken Sugimori, le premier épisode est diffusé sur TV Tokyo le 1er avril 1997. La série est dirigée par Masamitsu Hidaka jusqu'en 2005 avant d'être confiée à Norihiko Sudo, puis Tetsuo Yajima à partir de 2013.
La série narre durant sept cycles (1997-2023) les aventures de Sacha, un jeune dresseur Pokémon de Bourg Palette, qui a pour but de devenir Maître Pokémon. À partir du huitième cycle intitulé Pokémon Horizons, elle suit les aventures de Liko et Rhod.
La série est un succès critique et commercial à travers le monde, et est considérée comme l'adaptation de jeu vidéo la plus réussie. Elle a connu de nombreuses transpositions en films d'animation depuis 1998.
Les quatrième, sixième et septième films ne bénéficient pas d'un doublage français cohérent avec le reste des films et de la série, ce qui déçoit beaucoup les fans de la saga. En effet, ces films ont été doublés par un autre studio de doublage français. Aurélien Ringelheim et les principaux comédiens de doublage habituels n'ont pas été sollicités. Les spectateurs espèrent qu'un jour, les films concernés seront redoublés afin d'assurer une continuité dans la saga.

## Scénario
La série d'animation Pokémon suit initialement les aventures d'un jeune garçon nommé Sacha (Satoshi au Japon et Ash au Canada francophone et dans les pays anglophones) et de son fidèle Pokémon Pikachu. Sacha parcourt le monde Pokémon afin d'obtenir le grade suprême de « Maître Pokémon » ; pour y parvenir, il capture et entraîne des Pokémon, afin d'obtenir huit badges. Le duo est souvent accompagné par un binôme composé d'un autre jeune garçon et d'une jeune fille. La seule exception concerne l'arc Pokémon Soleil et Lune où Sacha n'a plus deux compagnons à proprement parler mais plutôt des camarades de classe.
Au cours des épisodes, le groupe est aux prises avec une organisation mafieuse se nommant la Team Rocket. Cette organisation tente de voler et capturer les Pokémon des autres dresseurs ou les Pokémon légendaires.

## Personnages
Les personnages de Pokémon, les dresseurs et les espèces de Pokémon s'inscrivent dans un schéma actantiel. Même si le Pikachu est le personnage phare de la série, le sujet principal est son dresseur Sacha.

### Personnages principaux
- Sacha (Ash Ketchum[N 1]), connu au Japon sous le nom de Satoshi (サトシ?) est le héros de la série ; ce garçon qui commence son aventure à l'âge de dix ans espère devenir « Maître Pokémon », le meilleur dresseur de Pokémon au monde en traversant le monde Pokémon avec son équipe de Pokémon[5].
- Pikachu (ピカチュウ?) est l'adjuvant de Sacha ; c'est un petit Pokémon de couleur jaune. Il a été donné à Sacha par le professeur Chen (Oak) comme premier Pokémon[5].

### Personnages secondaires
Outre ses Pokémon dont Pikachu, Sacha peut compter sur d'autres personnages comme le professeur Chen (Professor Oak), connu au Japon sous le nom de Yukinari Okido (オーキド・ユキナリ) C'est un chercheur Pokémon. Il est toujours présent pour Sacha, en tant qu'ami et mentor. Durant le voyage, Sacha et Pikachu sont rejoints par plusieurs personnes au fil des saisons : Ondine (Misty), connue au Japon sous le nom de Kasumi (カスミ) ; Pierre (Brock), connu au Japon sous le nom de Takeshi (タケシ) ; Jacky (Tracey Sketchit), connu au Japon sous le nom de Kenji (ケンジ) ; Flora (May), connue au Japon sous le nom de Haruka (ハルカ) ; Max (Max), connu au Japon sous le nom de Masato (マサト) ; Aurore (Dawn), connue au Japon sous le nom de Hikari (ヒカリ) ; Iris, connu au Japon sous le nom Iris (アイリス, Airisu) ; Rachid (Cilan), connu au Japon sous le nom de Dent (デント) ; Serena, connu au Japon sous le nom de Serena (セレナ) ; Clem (Bonnie), connue au Japon sous le nom de Eureka (ユリーカ, Yurīka) ; Lem (Clemont), connu au Japon sous le nom de Citron (シトロン, Shitoron) ; Barbara (Mallow), connu au Japon sous le nom de Mao (マオ) ; Néphie (Lana), connu au Japon sous le nom de Suiren (スイレン) ; Chrys (Sophocles), connu au Japon sous le nom de Mamâne (マーマネ) ; Kiawe connu au Japon sous le nom de Kaki (カキ) ; Lilie connu au Japon sous le nom de Lilie (リーリエ) ; et Goh. 
Parmi les antagonistes de la série, Sacha se retrouve aux prises avec Jessie et James accompagnés par un Pokémon parlant, un Miaouss, appartenant à l'organisation criminelle Team Rocket. Il affronte également son rival, le petit-fils du professeur Chen, Régis, ce dernier est arrogant. D'autres personnes croisent la route des personnages principaux de la série. Il y a aussi Motisma-Dex (Rotom-Dex), connu au Japon sous le nom de Rotom zukan (ロトム図鑑).

## Production

### Création
Tsunekazu Ishihara était contre la déclinaison des jeux Pokémon Bleu et Rouge en série d'animation. Selon lui après avoir fait des recherches, les séries d'animation qui découlent d'un jeu vidéo tiennent six mois, ou au mieux un an. La popularité des jeux vidéo au Japon entraîne la création de nombreux produits dérivés, dont les séries télévisées.

### Diffusion
La série commence sa diffusion le 1er avril 1997 au Japon puis cesse d'y émettre en 1998. À l'automne 1997, des versions pirates de la série télévisée s'échangent hors du Japon.
Au début de l'année 1998, 4Kids Entertainment est approché par Nintendo of America afin de traduire la série télévisée pour le public américain. À l'automne 1998, la série animée Pokémon est diffusée en anglais aux États-Unis par le réseau Warner Brothers Network sur Kids' WB. Nintendo of America et Warner Bros. s'associent pour introduire la série télévisée aux États-Unis grâce à une campagne de publicité massive pour la télévision. Avec son passage aux États-Unis, la série a été « américanisée » et a servi de base aux versions mondiales, sauf pour l'Asie. Cartoon Network y diffuse ensuite la série, jusqu'à la saison 20 en décembre 2016 où Disney XD la reprend pour les trois saisons Soleil et Lune. Depuis 2020, avec la saison 23, Netflix acquiert la série pour les États-Unis.
En Italie, la série est diffusée sur Italia 1 à partir du 10 janvier 2000. Sur la télévision payante, Disney XD et K2 diffuse la série. Aujourd'hui[Quand ?], la série est diffusée sur Boing.
En France, la série est apparue le 5 septembre 1999 sur Fox Kids, puis le 3 janvier 2000 sur TF1 dans son émission jeunesse, TF!, trois fois par semaine,,,. Depuis le 2 septembre 2006 sur Gulli. Sur la télévision payante, Jetix devenu Disney XD a diffusé la série, jusqu'au 1er janvier 2014 après avoir diffusé la saison 16, où Canal J en a définitivement repris la diffusion. Les premières saisons sont diffusées sur MCM, tandis que le quatrième cycle est diffusé dans M6 Kid, sur M6, à partir du 1er avril 2019.
En Belgique, la série est diffusée sur Club RTL (ses blocs jeunesse Kid's Club puis Kidz RTL depuis 2013 à 2017) et jusqu'à maintenant[Quand ?]. Pour la Flandre, Pokémon est diffusé sur Vier (VT4 jusqu'en 2012) de 1999 à 2015, quand VTM en reprend la diffusion. Aujourd'hui[Quand ?], la série y est diffusée sur VTM Kids (dans le bloc matinal sur VTM ainsi que sur la chaîne TV). Depuis 2022, Disney Channel diffuse également l'arc Diamant et Perle en Belgique francophone.
Au Canada, Pokémon est diffusé par YTV de 1998 à 2014. Au Québec, la diffusion était assurée par TQS, juste pour les quatre premières saisons et aussi par Télétoon, qui, depuis 2000, a suspendu la série. La série est de retour depuis le 22 novembre 2014 avec la saison 17 XY sur Télétoon qui reprend la diffusion de la série, en français et en anglais. Au Royaume-Uni, la diffusion est assurée par Sky One depuis 2000, puis Toonami devenu CN Too en 2007. Elle est aujourd'hui[Quand ?] sur Pop et Pop Max.
En Allemagne, Pokémon est précédemment diffusé sur RTL II, Junior, Disney XD (ex-Fox Kids puis Jetix) et ProSieben Maxx. Aujourd'hui[Quand ?], Nickelodeon et Toggo (le programme jeunesse diffusé en journée sur Super RTL) diffusent la série Pokémon.
En Australie, la série est diffusée sur 9Go! depuis le 4 décembre 2016[réf. nécessaire]. La série est auparavant diffusée sur Network Ten du 5 octobre 1998 au 22 février 2012, puis est transférée sur la chaîne numérique Eleven du 27 février 2012 au 30 avril 2018. Sur la télévision payante, cette série a été diffusée sur Cartoon Network en 2000 jusqu'au début de 2016, puis est transférée sur Boomerang pour la seule diffusion de Pokémon XY : La Quête de Kalos et, le 2 juillet 2018, sur Disney XD jusqu'au 6 janvier 2019, puis sur Disney Channel jusqu'à la mi-2019. Elle est sous licence de Beyond Home Entertainment. Pour la Nouvelle-Zélande (en plus de la télévision payante qui est desservie par le même réseau de chaînes que l'Australie), TVNZ 2 diffuse Pokémon, excepté entre 2000 et 2003 où TV3 la diffuse.
En Espagne, les chaînes Jetix et Telecinco se chargent de diffuser la série. Jusqu'aux saisons XY, Disney XD diffuse la série. La chaîne gratuite publique Clan a été le principal diffuseur jusqu'à ce que Boing ne la reprenne lors de la saison 23. Au Portugal, SIC diffuse les 10 premières saisons, puis Biggs diffuse maintenant Pokémon. Quant au Brésil, la chaîne RedeTV! diffuse les cinq premières saisons à partir de 2008, et Rede Globo diffuse les saisons 5 à 7. Cartoon Network diffuse la série dans toute l'Amérique latine depuis ses débuts.
Aux Pays-Bas, Pokémon est diffusé sur Disney XD. De 2018 à 2020, la série est aussi diffusée dans le bloc RTL B.O.Z. de RTL 7 ; la saison 23 Les Voyages y est diffusée à partir du 28 juin 2020. Le bloc RTL B.O.Z. est supprimé le 1er janvier 2021, Disney XD continue de diffuser la série.
En Israël, la série est adaptée en hébreu, contrairement aux cartes qui sont en anglais.

### Distribution
| Personnages                 | Voix japonaise                                                                                   | Voix française | Voix québécoise (dans les 7 premiers films uniquement) |
| --------------------------- | ------------------------------------------------------------------------------------------------ | --- | ------------------------------------------------------ |
| Sacha (Ash Ketchum)         | Rika Matsumoto                                                                                   | Aurélien Ringelheim | Sébastien Reding                                       |
| Ondine (Misty)              | Mayumi Iizuka                                                                                    | Fanny Roy | Kim Jalabert                                           |
| Pierre (Brock)              | Yūji Ueda                                                                                        | Antoni Lo Presti Laurent Sao | Martin Watier                                          |
| Jacky (Tracey)              | Tomokazu Seki                                                                                    | Bruno Mullenaerts | Joël Legendre                                          |
| Flora (May)                 | Midori Kawana                                                                                    | Maia Baran | Éveline Gélinas                                        |
| Max                         | Fushigi Yamada                                                                                   | Guylaine Gibert |                                                        |
| Aurore (Dawn)               | Megumi Toyoguchi                                                                                 | Alexandra Corréa |                                                        |
| Iris                        | Aoi Yūki                                                                                         | Béatrice Wegnez |                                                        |
| Rachid (Cilan)              | Mamoru Miyano                                                                                    | Maxime Donnay |                                                        |
| Serena                      | Mayuki Makiguchi                                                                                 | Sophie Frison |                                                        |
| Lem (Clemont)               | Yüki Kaji                                                                                        | Thibaut Delmotte |                                                        |
| Clem (Bonnie)               | Mariya Ise Mika Kanai                                                                            | Elsa Poisot |                                                        |
| Barbara (Mallow)            | Reina Ueda                                                                                       | Ludivine Deworst |                                                        |
| Kiawe                       | Kaito Ishikawa                                                                                   | Olivier Prémel |                                                        |
| Néphie (Lana)               | Hitomi Kikuchi                                                                                   | Chloé Dermont |                                                        |
| Lilie (Lillie)              | Kei Shindō                                                                                       | Fanny Dumont (saisons 20-21 et saison 22 - 35 premiers épisodes) Marie Braam (saison 22 - 19 derniers épisodes)                          |                                                        |
| Chrys (Sophocles)           | Fumiko Takekuma                                                                                  | Stéphane Flamand |                                                        |
| Motisma-Dex (Rotom Pokédex) | Daisuke Namikawa                                                                                 | Grégory Praet |                                                        |
| Goh                         | Daiki Yamashita                                                                                  | Pierre Lebec |                                                        |
| Chloé                       | Kana Hanazawa                                                                                    | Lise Leclercq |                                                        |
| Professeur Chen             | Unshō Ishizuka (saisons 1 à 21) Ken'yū Horiuchi (depuis la saison 22)                            | Jean-Marc Delhausse | Alain Sauvage                                          |
| Delia                       | Masami Toyoshima                                                                                 | Catherine Conet (saison 1-5) Julie Basecqz (saison 8 à 16) Fabienne Loriaux (depuis la saison 19) Delphine Chauvier (Pokémon Chronicles) | Nathalie Coupal                                        |
| Infirmière Joëlle           | Ayako Shiraishi Yuriko Yamaguchi Kikuko Inoue                                                    | Lydia Cherton Fabienne Loriaux Julie Basecqz                                                                                             | Julie Burroughs                                        |
| Agent Jenny                 | Chinami Nishimura                                                                                | Guylaine Gibert (saison 1-11) Delphine Chauvier (saison 12-16) Julie Basecqz (depuis la saison 17 et l'épisode 13 de Pokémon Chronicles) | Camille Cyr-Desmarais                                  |
| Régis (Gary)                | Yūko Kobayashi                                                                                   | Lionel Bourguet (saison 1-12) Brieuc Lemaire (depuis la saison 24)                                                                       |                                                        |
| Jessie                      | Megumi Hayashibara Akiko Hiramatsu                                                               | Catherine Conet | Christine Séguin                                       |
| James                       | Shin'ichirō Miki                                                                                 | David Manet | Antoine Durand                                         |
| Miaouss                     | Inuko Inuyama                                                                                    | Nessym Guetat (saisons 1-8) Philippe Tasquin (saison 9-21) Didier Colfs (depuis la saison 22)                                            | François Sasseville                                    |
| Narrateur                   | Unshō Ishizuka (saisons 1-21) Keiichi Nakagawa (saison 21) Ken'yū Horiuchi (depuis la saison 22) | Daniel Nicodème (saisons 1-11) Michel Hinderyckx (depuis la saison 12)                                                                   |                                                        |
| Giovanni                    | Hirotaka Suzuoki Kenta Miyake                                                                    | Patrick Descamps (saisons 1-6, 14, depuis la saison 20) Jean-Marc Delhausse (saisons 7-13)                                               | Daniel Picard                                          |
| Professeur Orme             |                                                                                                  | | Pierre Chagnon                                         |

- Direction artistique de la version française : Jean-Daniel Nicodème (saisons 1-11), puis Jean-Marc Delhausse (saisons 12-19).

## Média

### Liste des épisodes

#### Série 1
En 2023, la série est divisée en sept cycles, correspondant aux générations successives de Pokémon. Elle est subdivisée en vingt-cinq arcs narratifs, reconnaissables à leur générique. Elle est parfois également subdivisée en saisons, de cinquante-deux épisodes environ, correspondant à une année de diffusion. Saisons et arcs narratifs sont distincts dans le premier cycle de la série avant de coïncider à partir de la saison 7, Advanced Challenge. Les changements de cycle sont marqués par le changement d'un ou de plusieurs personnages accompagnant le héros, le changement de sa tenue et la réécriture de la devise de la Team Rocket.
| Cycle   | Divisions                                  | Divisions                                   | Premier épisode                                               | Dernier épisode                                       | Nombre d'épisodes | Nombre d'épisodes | Compagnons de Sacha et Pikachu                      | Jeux correspondants                  |
| Cycle   | Japonaise                                  | Occidentale                                 | Premier épisode                                               | Dernier épisode                                       | JAP               | FR                | Compagnons de Sacha et Pikachu                      | Jeux correspondants                  |
| ------- | ------------------------------------------ | ------------------------------------------- | ------------------------------------------------------------- | ----------------------------------------------------- | ----------------- | ----------------- | --------------------------------------------------- | ------------------------------------ |
| Cycle 1 | Pocket Monsters (1997)                     | La Ligue Indigo                             | Le départ                                                     | Le secret du centre d'élevage                         | 83                | 52                | Ondine et Pierre                                    | Vert, Rouge, Bleu et Jaune           |
| Cycle 1 | Pocket Monsters (1997)                     | Les Îles Orange                             | La guerre des princesses                                      | Amis malgré tout                                      | 83                | 63                | Ondine et Pierre                                    | Vert, Rouge, Bleu et Jaune           |
| Cycle 1 | Île Orange                                 | Les Îles Orange                             | Alerte au Bourg-Palette                                       | Retour à la rivalité                                  | 35                | 63                | Ondine et Jacky                                     | Aucun                                |
| Cycle 1 | Or et Argent                               | Voyage à Johto                              | Le crime ne paie pas                                          | La chasse au trésor                                   | 41                | 41                | Ondine et Pierre                                    | Or, Argent et Cristal                |
| Cycle 1 | Or et Argent                               | Les Champions de Johto                      | Bienvenue à Doublonville                                      | Un champion fort, fort, fort                          | 52                | 52                | Ondine et Pierre                                    | Or, Argent et Cristal                |
| Cycle 1 | Or et Argent                               | La Quête Ultime                             | Autour du tourbillon                                          | En route vers Hoenn !                                 | 65                | 64                | Ondine et Pierre                                    | Or, Argent et Cristal                |
| Cycle 2 | Advanced Génération                        | Advanced                                    | Une nouvelle rencontre                                        | Un match électrique                                   | 40                | 40                | Pierre, Flora et Max                                | Rubis et Saphir                      |
| Cycle 2 | Advanced Génération                        | Advanced Challenge                          | Gare aux pépins                                               | L'arbitre                                             | 52                | 52                | Pierre, Flora et Max                                | Rubis et Saphir                      |
| Cycle 2 | Advanced Génération                        | Advanced Battle                             | Tout ça pour une perle                                        | La fin d'une époque                                   | 53                | 52                | Pierre, Flora et Max                                | Rubis et Saphir                      |
| Cycle 2 | Advanced Génération                        | Advanced Battle                             | Retour pour un nouveau départ                                 | Pour un bol de nouilles                               | 53                | 52                | Pierre, Flora et Max                                | Émeraude                             |
| Cycle 2 | Advanced Génération                        | Battle Frontier                             | Une cohabitation difficile                                    | Un nouveau départ                                     | 47                | 47                | Pierre, Flora et Max                                | Émeraude                             |
| Cycle 3 | Diamant et Perle                           | Diamant et Perle                            | Une aurore nouvelle                                           | Il y a comme un esprit d'équipe dans l'air            | 52                | 51                | Pierre et Aurore                                    | Diamant, Perle et Platine            |
| Cycle 3 | Diamant et Perle                           | DP Battle Dimension                         | Les larmes de Ouisticram !                                    | Nuits blanches à Joliberges !                         | 52                | 52                | Pierre et Aurore                                    | Diamant, Perle et Platine            |
| Cycle 3 | Diamant et Perle                           | DP Combats Galactiques                      | Motisma, un Pokémon bien malicieux !                          | Griknot, un Pokémon glouton !                         | 53                | 52                | Pierre et Aurore                                    | Diamant, Perle et Platine            |
| Cycle 3 | Diamant et Perle                           | DP Sinnoh Ligue Victoire                    | La reprise de l'avantage                                      | Rien que des bons souvenirs !                         | 34                | 34                | Pierre et Aurore                                    | Diamant, Perle et Platine            |
| Cycle 4 | Best Wishes                                | Noir et Blanc                               | Dans l'Ombre de Zekrom !                                      | Combat pour le métro                                  | 84                | 48                | Iris et Rachid                                      | Noir et Blanc                        |
| Cycle 4 | Best Wishes                                | NB Destinées rivales                        | Inezia, la championne d'arène qui électrise !                 | Un combat d'arène Rock and Roll ! (2e partie)         | 84                | 49                | Iris et Rachid                                      | Noir et Blanc                        |
| Cycle 4 | Best Wishes Season 2                       | NB Destinées rivales                        | Pour l'amour de Meloetta !                                    | Menace sur la région d'Unys !                         | 24                | 49                | Iris et Rachid                                      | Noir 2 et Blanc 2                    |
| Cycle 4 | Best Wishes Season 2                       | NB Aventures à Unys                         | Un combat pour la gloire et la beauté !                       | Évolution à la Ligue d'Unys !                         | 24                | 45                | Iris et Rachid                                      | Noir 2 et Blanc 2                    |
| Cycle 4 | Best Wishes Season 2 : Épisode N           | NB Aventures à Unys                         | Nouvelles aventures et vieilles connaissances !               | Que cachent la vérité et l'idéal ?                    | 14                | 45                | Iris et Rachid                                      | Noir 2 et Blanc 2                    |
| Cycle 4 | Best Wishes Season 2 : Décolora Adventures | NB Aventures à Unys                         | Adieu, Unys ! On met les voiles pour de nouvelles aventures ! | Le rêve continue !                                    | 22                | 45                | Iris et Rachid                                      | Aucun                                |
| Cycle 5 | XY                                         | La série : XY                               | Kalos, où le rêve et l'aventure commencent !                  | Clem et les forces de défense !                       | 93                | 48                | Serena, Lem et Clem                                 | X et Y                               |
| Cycle 5 | XY                                         | La série XY : La Quête de Kalos             | Une collaboration fructueuse !                                | Le regard tourné vers l'avenir !                      | 93                | 45                | Serena, Lem et Clem                                 | X et Y                               |
| Cycle 5 | XY et Z                                    | La série : XYZ                              | De A à Z !                                                    | La légende d'X, Y et Z !                              | 49                | 48                | Serena, Lem et Clem                                 | X et Y                               |
| Cycle 6 | Soleil et Lune                             | La série : Soleil et Lune                   | Alola pour de nouvelles aventures !                           | Le choc des régions !                                 | 43                | 43                | Lilie, Barbara, Néphie, Chrys, Kiawe et Motisma-Dex | Soleil et Lune                       |
| Cycle 6 | Soleil et Lune                             | La série : Soleil et Lune : Ultra-Aventures | Une rencontre de rêve !                                       | Derrière le masque !                                  | 49                | 48                | Lilie, Barbara, Néphie, Chrys, Kiawe et Motisma-Dex | Ultra-Soleil et Ultra-Lune           |
| Cycle 6 | Soleil et Lune                             | La série : Soleil et Lune : Ultra-Légendes  | Le sceptre de Lilila !                                        | Merci, Alola ! Et le voyage continue !                | 54                | 54                | Lilie, Barbara, Néphie, Chrys, Kiawe et Motisma-Dex | Let's Go, Pikachu et Let's Go, Évoli |
| Cycle 7 | Pocket Monsters (2019)                     | Les voyages                                 | Un Pichu solitaire !                                          | Une imitation parfaite... ou presque !                | 48                | 48                | Goh et Chloé                                        | Épée et Bouclier                     |
| Cycle 7 | Pocket Monsters (2019)                     | Les voyages d'un Maître                     | Être Dresseuse ou ne pas l'être... telle est la question !    | Affrontement au portail de l’échange !                | 42                | 42                | Goh et Chloé                                        | Épée et Bouclier                     |
| Cycle 7 | Pocket Monsters (2019)                     | Les voyages ultimes                         | L'express fantôme !                                           | C'est peut-être le début de quelque chose d'immense ! | 46                | 42                | Goh et Chloé                                        | Épée et Bouclier                     |
| Cycle 7 | Pocket Monsters: Mezase Pokémon Master     | Les voyages ultimes                         | Le chemin le plus fréquenté !                                 | L'arc-en-ciel et le maître Pokémon !                  | 11                | 11                | Ondine et Pierre                                    | Aucun                                |

#### Série 2
| Cycle   | Divisions                                 | Divisions                                         | Premier épisode                                             | Dernier épisode                      | Nombre d'épisodes | Nombre d'épisodes | Jeux correspondants |
| Cycle   | Japonaise                                 | Occidentale                                       | Premier épisode                                             | Dernier épisode                      | JAP               | FR                | Jeux correspondants |
| ------- | ----------------------------------------- | ------------------------------------------------- | ----------------------------------------------------------- | ------------------------------------ | ----------------- | ----------------- | ------------------- |
| Cycle 8 | Pocket Monsters: Liko to Roy no tabidachi | Les Horizons                                      | Le pendentif par lequel tout a commencé - Première partie ! | Rivaux dans l'obscurité de la nuit ! | 25                | 45                | Écarlate et Violet  |
| Cycle 8 | Pocket Monsters: Terapagos no kagayaki    | Les Horizons                                      | L'aventure de Terapagos                                     | De si loin...                        | 20                | 45                | Écarlate et Violet  |
| Cycle 8 | Pocket Monsters: Terastal Debut           | Les Horizons – saison 2 : À la recherche de Laqua | Bienvenue à l'Académie Orange !                             | NC                                   | 22                | 11+               | Écarlate et Violet  |
| Cycle 8 | Pocket Monsters: Rayquaza Rising          | Les Horizons – saison 2 : À la recherche de Laqua | NC                                                          | NC                                   | 22                | 11+               | Écarlate et Violet  |
| Cycle 8 | Pocket Monsters: Mega Voltage             | NC                                                | NC                                                          | NC                                   | NC                | NC                |                     |

### Œuvres dérivées
À côté de la série principale d'anime, diverses séries dérivées voient le jour.

#### Films
En 2020, vingt-trois films, associés à des courts-métrages centrés sur les Pokémon, voient le jour.
4kids a réalisé la version américaine des 3 premiers films, destinés à la sortie au cinéma, puis n'ayant prévu la sortie des films suivants qu'en VHS et DVD, 4kids a fait passer les films 4 et 5 au format 4:3, et se contentera de laisser la bande son identique à l'original, excepté certaines scènes (maladroitement) modifiées et l'introduction de ces deux films sont extrêmement bâclées et ont le même fond musical : la qualité de ces 2 films a donc fortement diminué et les modifications de 4kids, assez bâclées, se remarquent facilement. C'est pour cette raison que les droits d'édition des films leur ont été retirés : à partir du 6e film, la bande son et le format restent identiques à la version japonaise, seuls les masters et les musiques sont traduites.[réf. nécessaire]

#### Épisodes spéciaux
Des épisodes spéciaux ou OAV, pouvant être rassemblés en 3 types : les épisodes promotionnels des jeux vidéo, les Noëls de Pikachu (suivant le même format que les courts-métrages mais centrés sur Noël et séparés des films) et les Pokémon Hō-sō (centrés sur les personnages récurrents du dessin animé). Les deux derniers ont été rassemblés en Occident sous le nom de Chroniques Pokémon.

### Épisodes non diffusés
Les épisodes 377, 682 et 683 n'ont jamais été inclus dans aucun support de diffusion au Japon ou à l'étranger. L'interdiction de diffusion est due à la ressemblance assez troublante entre le récit de l'épisode et l'actualité japonaise lors de la diffusion prévue, à savoir des tremblements de terre.
Les épisodes 397, 517 et 588 sont des clip-shows (épisodes servant de résumé). Bien que cette pratique soit courante et que, en général, les épisodes qui en découlent ne soient pas supprimés lors des adaptations à l'étranger, les ayants droit américains ont considéré ceux-ci inutiles et les ont tout bonnement supprimés de l'adaptation en anglais sur laquelle est basée la version francophone.
Cinq épisodes ne sont pas diffusés en dehors du Japon :
- L'épisode 18 : contenu jugé inapproprié pour des enfants en bas âge. En effet cet épisode met en scène un concours de bikinis dans lequel James se travestissait et vantait « sa poitrine » (en réalité une sorte de prothèse)[39]. Par la suite, grâce à un système de gonflage, il l'a doublée de volume alors qu'elle était déjà d'une taille respectable ;
- L'épisode 35 : les protagonistes sont à plusieurs reprises mis en joue par les antagonistes de l'épisode, ce qui a été jugé inapproprié pour des enfants en bas âge. Cette coupure pose un problème dans la continuité de l'histoire[39]. En effet, dans cet épisode Sacha capture un troupeau entier de Tauros sauvages qui seront par la suite vus à plusieurs reprises dans le parc du professeur Chen et l'un d'entre eux combattra même lors de la finale de la ligue Orange et lors du match extrême contre Annabelle ;
- L'épisode 38 : une séquence montrant une attaque de Pikachu enchaînant des flashs de couleurs à raison d'une couleur par image (24 images par seconde) avait provoqué une très importante "épidémie" de crise d'épilepsie chez les enfants japonais[40]. Cet épisode entraîne la coupure de la diffusion pendant plusieurs mois ;
- L'épisode 252 n'a pas été adapté en français. Deux raisons sont mises en avant : la première, officielle, parle de la pression des lobbies noirs américains face à ce qu'ils considéraient comme du racisme. En effet, selon eux les caractéristiques physiques de Lippoutou ressemblent beaucoup aux stéréotypes racistes les dénigrant. Ce Pokémon a depuis été recolorié en violet. La seconde, bien que selon Carole Boston Weatherford ce ne soit qu'un mythe, est la ressemblance entre les symptômes dont souffre Pierre après être tombé malade au cours de l'épisode et ceux de l'épidémie de SRAS qui faisait alors rage ;
- L'épisode 1003 est le premier épisode supprimé depuis 2002. Il est censuré à cause du visage de Sacha après son maquillage, faisant ressemblance à un blackface.

Dans les suites de l'incident de l'épisode 38, la diffusion a été interrompue du 16 décembre 1997 au 16 avril 1998, date de la diffusion japonaise de l'épisode Au revoir Pikachu, ce qui a fait que les épisodes prévus pour une date spécifique (Noël, le nouvel an, le jour des filles et le jour des enfants) ont été décalés car ils n'étaient plus adaptés à leur date de diffusion. L'ordre de diffusion a aussi été différent entre le Japon et les autres pays. De plus un épisode est créé spécialement pour la reprise de la diffusion. Les modifications sont indiquées ci-dessous. En 1999-2000, les premiers épisodes ont été rediffusés sous le titre Pocket Monsters Encore, dans un ordre plus proche de la programmation originale, l'épisode 18, La Beauté et la plage (épisode supprimé, titre traduit du japonais), étant déplacé pour une raison inconnue,.
De plus, une émission spéciale nommée La Veille du Nouvel An : Pokémon, le rappel (titre traduit du japonais) ainsi que toutes les références à Pokémon prévues dans d'autres émissions de la chaîne ont été supprimées dans les semaines qui ont suivi la diffusion de l'épisode.
- Les épisodes Pokémon Ranger : L'enlèvement de Riolu, 1re et 2e parties, (538 et 539) sont placés en Occident après Le Festival Cradopaud ! (549)[43], car décalés pour mieux promouvoir la sortie du jeu correspondant. De même, les épisodes Garder la forme et Pokémon Ranger: Le sauvetage d'Heatran! (635 et 636) sont inversés dans le listing officiel par rapport au Japon[43], ce dernier ayant même été diffusé pour la première fois aux États-Unis entre Un Grand Combat pour une victoire (644) et Pour l'amour de Miaouss (645) avant d'être replacé de façon erronée.
- L'épisode 697 (Un connaisseur pêcheur tend ses filets !) devait initialement être diffusé entre Un combat pour l'amour des types Insecte ! (684) et L'irrésistible Emolga ! (685) mais est décalé à la suite d'un tremblement de terre puisqu'il y était question de pêche et que des pêcheurs sont emportés par le tsunami du 11 mars 2011. L'épisode est légèrement modifié pour ne pas apparaître hors continuité.

## Émissions dérivées
Devant le succès de la série, des programmes dérivés, se concentrant sur la franchise Pokémon (série et jeux vidéo) ont été créés. La première diffusion en prime-time de Pokémon a lieu après l'épisode 28 (littéralement : Les Pokémon changent de look), servant de résumé de l'intrigue jusqu'à ce point. Un autre épisode de ce type était prévu après la Tempête de neige mais à la suite de l'interruption de diffusion (voir plus haut), il n'a jamais été diffusé. Le 2e (et dernier) épisode de ce type est diffusé pour le nouvel an 1999, après l'épisode 79 (4e tour décisif).
D'octobre 1999 à septembre 2002, est diffusé Pocket Monsters Encore (Pokémon, le rappel), comportant des rediffusions de tous les épisodes (à l'exception de l'épisode 39, Au Revoir Pikachu) jusqu'à l'épisode 140 (Un super héros super secret), en japonais et anglais.
À partir de mi-septembre 2002, cette émission est remplacée par la Shūkan Pokémon Hōsōkyoku (La station de diffusion hebdomadaire Pokémon), qui alternait entre émission de variétés avec de jeunes enfants, rediffusions et épisodes spéciaux sur les personnages secondaires de la série, qui composent en France la majeure partie de Pokémon Chronicles. Cette émission est remplacée par Pokémon Sunday en octobre 2004 puis Pokémon Smash en octobre 2010 et enfin Pokémon Get☆TV en octobre 2013, qui suivent le même format, à la différence près que les épisodes spéciaux se font plus rares et coïncident avec les sorties de jeux dérivés (Pokémon : Donjon Mystère et Pokémon Ranger) dont ils faisaient la promotion. Les créateurs des différents jeux Pokémon apparaissent aussi de temps à autre pour promouvoir les nouveaux jeux ou révéler de nouveaux Pokémon.

## Accueil
Selon un sondage réalisé au Japon, la saison Noir 2 et Blanc 2 de la série se classe en 2012 en deuxième position des dessins animés japonais préférés (avec 7%), derrière Détective Conan.
En France, la série télévisée combinée avec les cartes à collectionner et la première génération de jeux vidéo lance le phénomène de « Pokémania » au Noël 1999.